# 斑痣盘菌目
斑痣盘菌目为锤舌菌纲的一目真菌。

## 下级分类
本科包括以下属：
- 分囊盘菌科 Ascodichaenaceae
- Calloriaceae
- 鲜色盘菌科 Cryptomycetaceae
- 地锤菌科 Cudoniaceae
- Pezizellaceae
- 斑痣盘菌科 Rhytismataceae